# ربکا گالانتری
ربکا گالانتری (متولد ۱۹ اوت ۱۹۸۴ در چلمزفورد، اسکس) یک شیرجه زن انگلیسی است. او در بازی‌های المپیک تابستانی ۲۰۱۲، در تخته پرش ۳ متر همگام زنان شرکت کرد. او با آلیشیا بلگ در مسابقات مشترک ۲۰۱۴ در تخته پرش همگام ۳ متر زنان طلا گرفت. ربکا در سال ۲۰۰۵ از دانشگاه لیدز فارغ‌التحصیل شد.